# Książęce Żuławy
Książęce Żuławy – osada w Polsce położona w województwie pomorskim, w powiecie nowodworskim, w gminie Stegna na obszarze Żuław Wiślanych. Wieś jest częścią składową sołectwa Żuławki.
W latach 1975–1998 miejscowość administracyjnie należała do województwa elbląskiego.
Inne hasła o nazwie Żuławki: Żuławka, Żuławy, Żuławy Wiślane, Żuławy Gdańskie, Wielka Żuława, Żuława, Żuławka Sztumska